# Black Reign
Black Reign es el segundo EP de la banda estadounidense de heavy metal Avenged Sevenfold. Fue lanzado el 21 de septiembre de 2018 a través del sello discográfico Warner Bros. Es una compilación de todas sus canciones originales creadas para la serie Call of Duty: Black Ops de 2011 a 2018.

## Antecedentes
En septiembre de 2018, se anunció que la banda lanzaría todas las colaboraciones anteriores que no pertenecen al álbum con la serie de videojuegos Call of Duty: Black Ops en un EP recopilado, incluido un nuevo sencillo creado específicamente para Black Ops 4, así como "Jade Helm". , que anteriormente solo estaba disponible en el juego en Black Ops III.
El 23 de septiembre de 2018, M. Shadows acudió a Reddit de Avenged Sevenfold para abordar las críticas sobre la mezcla de "Mad Hatter". Posteriormente publicó una segunda versión para descargar gratis y explicó que la canción sería reemplazada en todas las estaciones de radio y sitios web de transmisión.

## Track listing
Todas las canciones escritas y compuestas por Avenged Sevenfold. 
| N.º | Título                                      | Creado para                        | Duración |  |
| 1.  | «Mad Hatter»                                | Call of Duty: Black Ops 4 (2018)   | 5:03     |  |
| 2.  | «Carry On»                                  | Call of Duty: Black Ops II (2012)  | 4:15     |  |
| 3.  | «Not Ready to Die» (Desde Call of the Dead) | Call of Duty: Black Ops (2010)     | 7:05     |  |
| 4.  | «Jade Helm» (instrumental)                  | Call of Duty: Black Ops III (2015) | 4:51     |  |

## Personal
Avenged Sevenfold
- M. Shadows - Voz
- Synyster Gates - Guitarra líder, coros
- Zacky Vengeance - Guitarra rítmica, coros
- Johnny Christ - Bajo, coros
- Arin Ilejay - Batería en "Carry On" y "Not Ready to Die"
- Brooks Wackerman - Batería en "Mad Hatter" y "Jade Helm"